# 崁頭厝 (新北市)
崁頭厝是台灣新北市的一個舊地域名稱，位於今板橋區中部。該地區原為舊制街庄，其範圍大致包括今之新民里西南部、漢生里不含北端、黃石里東北大半部。崁頭厝庄在1918年廢庄，所轄被併入新埔庄、枋橋街。

## 歷史
在台灣清治時期末期至日治時期前期，崁頭厝地區為一街庄，稱為「崁頭厝庄」，隸屬於擺接堡。該庄西北與社後庄為鄰，東北與新埔庄為鄰，東南邊為深坵庄，西南邊為枋橋街。1918年（大正七年）3月19日，隸屬臺北廳枋橋支廳的崁頭厝庄被公告廢止，其東北大半部併入「新埔庄」，西南部併入「枋橋街」。此兩街庄在1920年（大正九年）10月1日改為臺北州海山郡板橋庄（後改制為板橋街）的新埔、板橋大字。戰後板橋街改制為板橋鎮，隸屬於台北縣，大字亦改制為里。其後板橋鎮先後改制為板橋市、板橋區。如今舊崁頭厝地區分屬於板橋區新民里、漢生里及黃石里。

## 學校
- 板橋高中（後併入板橋地區內）
- 板橋國小（後併入板橋地區內）

## 公共設施
- 捷運板橋站（後併入新埔地區內）
- 板橋車站站前廣場（後併入新埔地區內）
- 新板萬坪都會公園（後併入新埔地區內）

## 文化資產
- 枋橋建學碑（後併入板橋地區內）